# Tiếng Galicia
Tiếng Galicia là một ngôn ngữ thuộc nhánh Ibero-Romance phía Tây, được sử dụng tại Galicia, một cộng đồng tự trị nằm ở tây bắc Tây Ban Nha, cũng như trong các khu chung biên giới nhỏ trong cộng đồng láng giềng tự trị Asturias và Castile và León và ở miền Bắc Bồ Đào Nha. Tiếng Galicia có quan hệ chặt chẽ hơn với tiếng Bồ Đào Nha hơn tiếng Tây Ban Nha, và chia sẻ một ngôn ngữ gốc Galicia-Bồ Đào Nha phổ biến với tiếng Bồ Đào Nha trong thời Trung cổ. Một số tác giả thậm chí xem xét ngày nay tiếng Galicia và tiếng Bồ Đào Nha là các phương ngữ của một ngữ duy nhất, nhưng quan điểm chung thịnh hành, xác nhận bởi Viện Ngôn ngữ Galicia là sự khác biệt, đặc biệt trong ngữ âm và ngữ vựng, là đủ lớn để làm cho họ hai riêng biệt ngôn ngữ. Do điều kiện biên giới chính trị, hai ngôn ngữ này càng khác biệt.